# Arrow McLaren

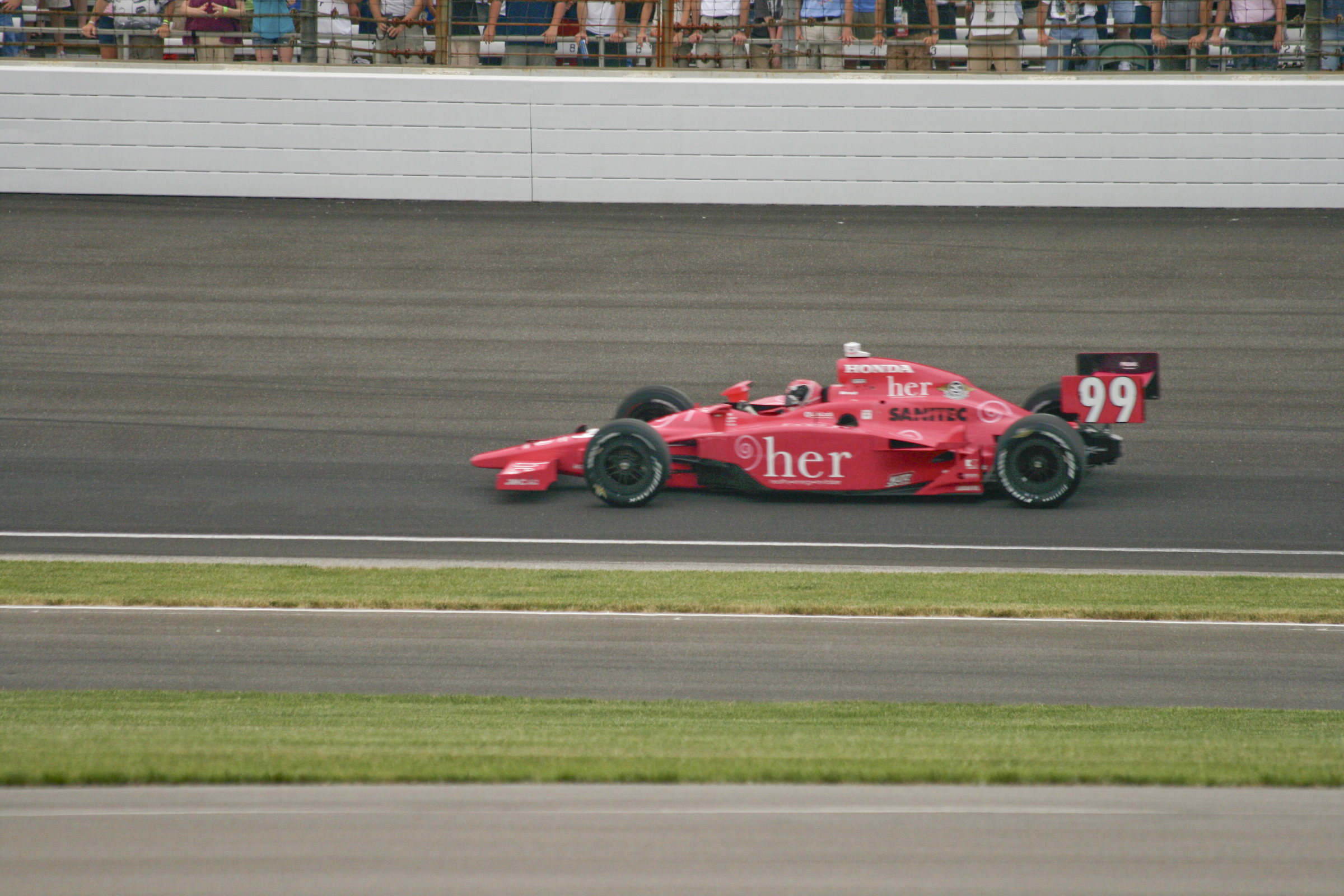
Alex Lloyd beim Indianapolis 500 2009.

Arrow McLaren ist ein US-amerikanisches Motorsportteam, das an der IndyCar Series teilnimmt. Das Team hat seinen Sitz in Indianapolis. Es wurde 2001 vom ehemaligen Rennfahrer Sam Schmidt unter dem Namen Sam Schmidt Motorsports gegründet. Als der Ex-Fahrer Davey Hamilton 2011 Mitbesitzer des Teams wurde, wurde das Team in Schmidt Hamilton Motorsports umbenannt. Alleinige Besitzer des Teams sind seit 2013 Sam Schmidt und Ric Peterson. Damit folgte auch die Umbenennung in Schmidt Peterson Motorsports. Seit 2020 besteht eine technische und kommerzielle Partnerschaft mit McLaren Racing. Titelsponsor ist seit 2019 Arrow Electronics.
Bis April 2021 gewann das Team sieben Rennen in der IndyCar Series und erreichte als beste Platzierung in der Fahrerwertung einen dritten Platz. Von 2003 bis 2016 nahm das Team in der Indy Lights teil, wo es sieben Fahrertitel gewann. Für das Team traten bereits mehrere Fahrer an, die später in die IndyCar Series aufstiegen. Unter ihnen sind Josef Newgarden, James Hinchcliffe, Conor Daly, Jack Harvey und Gabby Chaves.

## Geschichte
Am 6. Januar 2000 verunfallte Sam Schmidt beim Training auf dem Walt Disney Speedway schwer. Der Unfall führte aufgrund einer schweren Rückenmarksverletzung zur Querschnittlähmung. Dies zwang ihn zum Karriereende.
14 Monate später, inspiriert von Frank Williams, gab das Team als Sam Schmidt Motorsports mit einem Dallara-Oldsmobile sein Debüt in der Indy Racing League 2001. Erster Fahrer war Davey Hamilton. In seinem fünften Rennen verunfallte er in Texas schwer. Er zog sich schwere Bein- und Fußverletzungen zu, die seine Rennkarriere unterbrachen. Richie Hearn, Jacques Lazier bzw. Alex Barron ersetzten ihn für den Rest der Saison. Der dritte Platz durch Lazier in Nashville war das beste Ergebnis für das Team.
Sam Schmidt Motorsports erhielt 2002 Chevrolet-Motoren und mehrere Fahrer fuhren auf Teilzeitbasis für das Team. Richie Hearn erreichte einen vierten Platz sowie sechs Top-10-Platzierungen in neun Rennen und wurde 15. in der Wertung.
Zwischen 2003 und 2010 nahm Sam Schmidt Motorsports nur siebenmal am Indianapolis 500 teil. Bestes Ergebnis war der 13. Platz für Alex Lloyd, als das Team eine technische Kooperation mit Chip Ganassi Racing hatte.
Im Jahr 2011 kehrte das Team in die IndyCar Series zurück, nachdem es das FAZZT Race Team gekauft hatte. Alex Tagliani erreichte die Pole-Position beim Indianapolis 500, führte 20 Runden, aber er kam aufgrund eines Unfalls als 28. ins Ziel. Er wurde 15. in der Meisterschaft mit drei Top-5-Platzierungen. In Kentucky, einem Vorbereitungsrennen für die Veranstaltung in Las Vegas ersetzte Dan Wheldon Tagliani. Wheldon fuhr in Las Vegas für Sam Schmidt Motorsports als einziger Fahrer. Er kam beim Rennen ums Leben, nachdem er in Runde 11 in eine Kollision mit 15 Fahrzeugen verwickelt gewesen war.

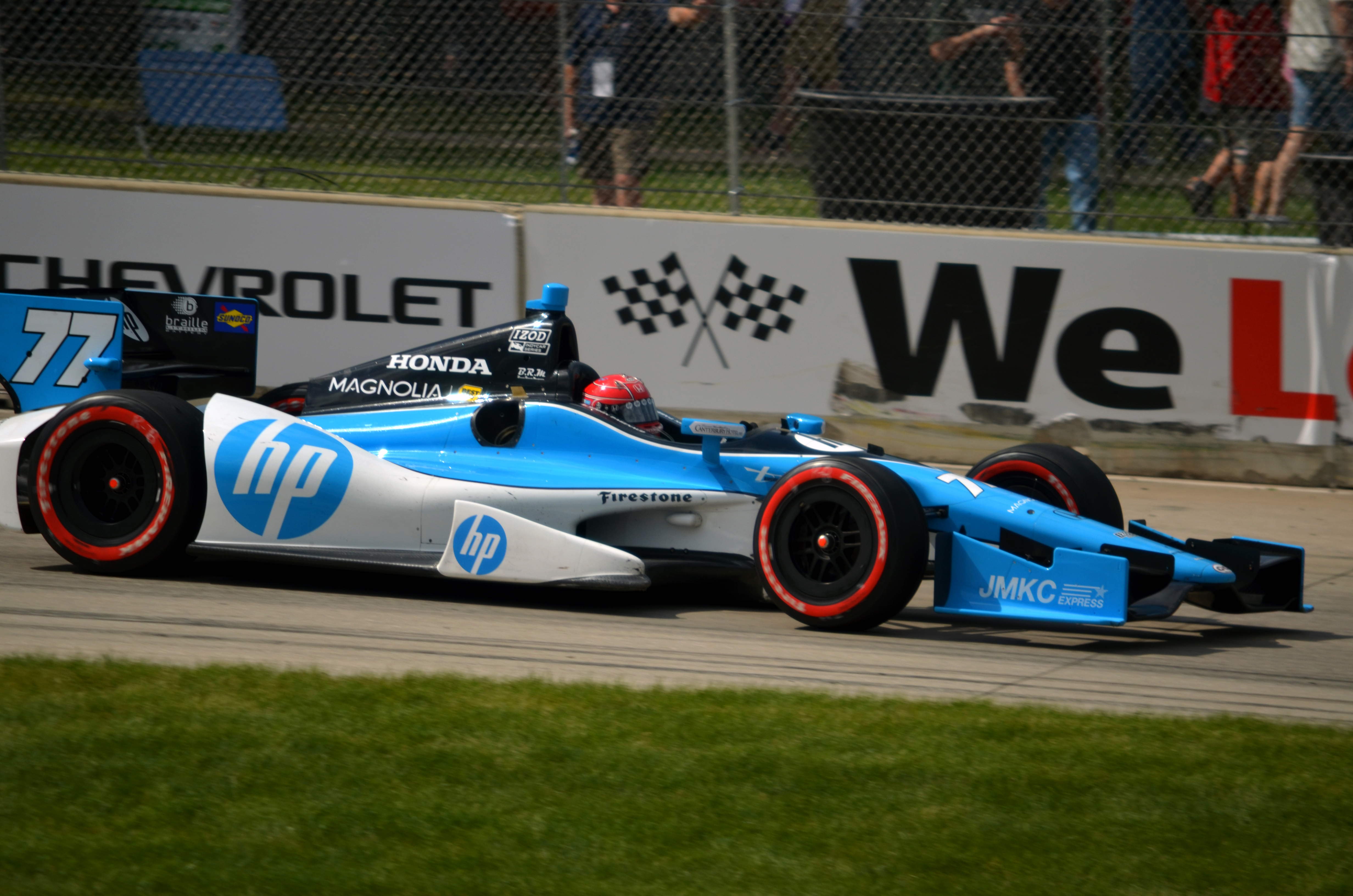
Simon Pagenaud fährt beim Detroit Grand Prix 2012.

2012 trat der ehemalige Fahrer Davey Hamilton als Mitbesitzer ein und das Team wurde in Schmidt Hamilton Motorsports umbenannt. Stammfahrer war Simon Pagenaud. Dieser erzielte einen zweiten, drei dritte und zwei fünfte Plätze. Er wurde Fünfter in der Meisterschaft und als Rookie of the Year ausgezeichnet. Townsend Bell nahm in einem zweiten Auto am Indianapolis 500 teil und wurde Neunter.
Im Folgejahr trat Ric Peterson als Miteigentümer ins Teams ein. Pagenaud gewann das zweite Rennen in Detroit sowie in Baltimore. Er hatte 13 Top-10-Platzierungen in 19 Rennen. In der Meisterschaft wurde er Dritter hinter Scott Dixon und Hélio Castroneves. Tristan Vautier war der zweite Stammfahrer, hatte einen zehnten Platz als bestes Ergebnis und wurde 20. Katherine Legge belegte den 26. Platz beim Indianapolis 500, als sie ein drittes Auto des Teams fuhr.
2014 war Hamilton nicht mehr als Teambesitzer involviert und das Team nannte sich in Schmidt Peterson Motorsports um. Pagenaud hatte zwei Siege sowie acht Top-5-Platzierungen und wurde Fünfter in der Meisterschaft. Während Michail Aljoschin Vautier ersetzte. Der Russe erzielte sieben Top-10-Platzierungen, einschließlich eines zweiten Platzes, und wurde 16. in der Meisterschaft.
In der Saison 2015 gewann James Hinchcliffe in New Orleans, verunglückte aber im Training zum Indianapolis 500 wegen eines Aufhängungsfehlers schwer. Aufgrund der erlittenen Verletzungen verpasste Hinchcliffe den restlichen Teil der Saison. Ryan Briscoe bzw. Conor Daly ersetzten ihn. James Jakes erreichte einen dritten Platz sowie drei Top-10 Platzierungen und beendete die Gesamtwertung auf dem 15. Platz.
Nach der Erholung von seinen Verletzungen kehrte Hinchcliffe 2016 in die IndyCar-Serie zurück. Er errang zwei dritte Plätze, acht Top-10-Platzierungen und wurde 13. in der Gesamtwertung. Michail Aljoschin erreichte einen zweiten Platz, zwei fünfte und einen sechsten Platz und wurde Gesamt-15.
2017 gewann Hinchcliffe in Long Beach und kam zweimal als Dritter ins Ziel. Allerdings fiel er in sechs Rennen aus und belegte in der Gesamtwertung Platz 13. Aljoschin seinerseits fuhr dreimal in die Top 10, bis er am Ende des Jahres durch Sebastian Saavedra bzw. Jack Harvey ersetzt wurde.

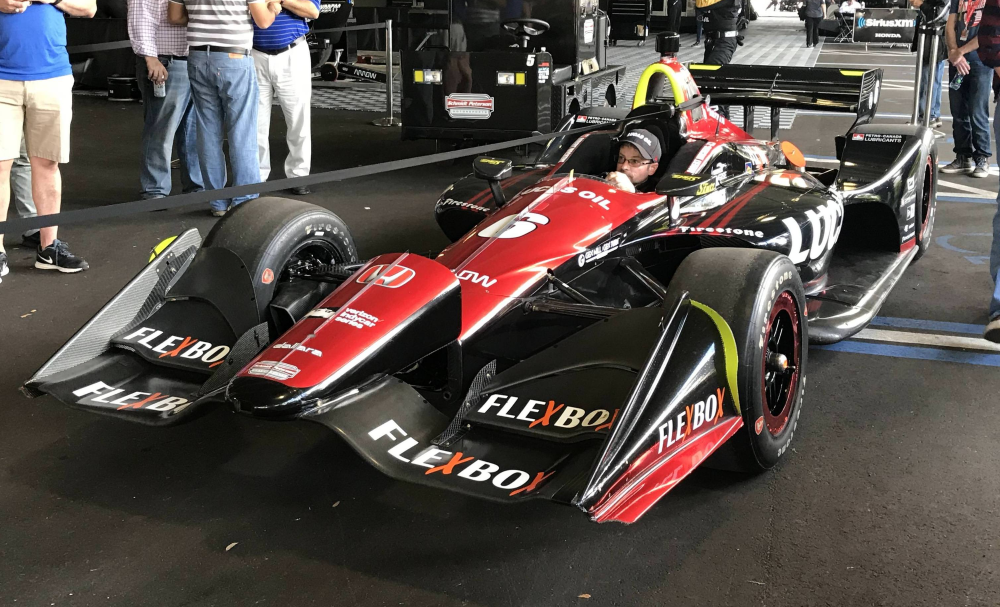
Robert Wickens Fahrzeug vor dem St. Petersburg Grand Prix 2018.

Im folgenden Jahr siegte Hinchcliffe in Iowa zusätzlich zu neun Top-10-Platzierungen. Er konnte sich allerdings nicht für das Indianapolis 500 qualifizieren und hatte am Ende der Saison schlechte Ergebnisse, die ihn in der Meisterschaft auf den zehnten Platz zurückwarfen. Sein neuer Teamkollege Robert Wickens war nahe dran, den Saisonauftakt in St. Petersburg zu gewinnen, aber ein Unfall mit Alexander Rossi in der letzten Runde kostete ihn den Sieg. Im Rest der Saison erzielte er vier Podiumsplätze und zehn Top-10-Platzierungen. In Pocono hatte er einen schweren Unfall, als dessen Folge er seither querschnittgelähmt ist. Carlos Muñoz ersetzte ihn bei den letzten beiden Rennen der Saison. Das Team hatte eine technische Kooperation mit Meyer Shank Racing und bestritt eine Teilzeitsaison mit Jack Harvey.
Im Jahr 2019 hatte Hinchcliffe acht Top-10-Platzierungen inklusive eines dritten Platzes in Iowa und wurde Zwölfter in der Meisterschaft. Fünf Plätze dahinter in der Gesamtwertung lag seinen Teamkollege Marcus Ericsson, dessen beste Platzierung ein zweiter Rang war. Die Partnerschaft zwischen Meyer Shank und Schmidt Peterson hatte andererseits vier Top-10-Platzierungen einschließlich eines dritten Platzes von Harvey.
2020 wurde McLaren technischer und kommerzieller Partner des Teams und es wurde in Arrow McLaren SP umbenannt. Das Team wechselte auch zu Chevrolet-Motoren und beendete so eine lange Partnerschaft mit Honda. Patricio O’Ward erreichte mit vier Podiumsplätzenden den vierten Platz in der Meisterschaft. Oliver Askew hatte einen Unfall beim Indianapolis 500. Seitdem litt er unter Gehirnerschütterungssyptometen wie Gleichgewichts- und Koordinationsverlust und verpasste die Rennen des Harvest Grand Prix. Er kehrte für das letzte Rennen in St. Petersburg zurück. Fernando Alonso nahm für das Team nur am Indianapolis 500 teil. Er wurde 21., mit einer Runde Rückstand auf den Sieger.
Im November 2021 übernahm McLaren Racing 75 % der Anteile an dem Team.